# Megan McArthur
Katherine Megan McArthur (Honolulu, 30 augustus 1971) is een Amerikaans ruimtevaarder. In 2000 werd zij door NASA geselecteerd als astronaut. Ze is getrouwd met astronaut Robert Behnken.
McArthur’s eerste en enige ruimtevlucht was STS-125 met de spaceshuttle Atlantis en vond plaats op 11 mei 2009. Tijdens de missie werd er onderhoud gepleegd aan de Ruimtetelescoop Hubble. Het was de allerlaatste vlucht naar de ruimtetelescoop.
Terwijl haar man als onderdeel van Testvlucht SpX-DM2 met Crew Dragon Endeavour in het ruimtestation verbleef werd McArthur geselecteerd als bemanningslid van de tweede vlucht van de Endeavour waarmee ze in 2021 gedurende zes maanden in het ISS zal verblijven voor ISS-Expeditie 65. De lancering was op 23 april 2021. McArthur zat in dezelfde stoel als haar man een klein jaar eerder.

## Vernoeming
In 2022 werd SpaceX’ Dragon-ondersteuningsschip Go Searcher hernoemd tot Megan. Een ander schip van SpaceX werd in 2021 al naar haar man Bob vernoemd.